# Richard Carlson (Schauspieler)
Richard Carlson (* 29. April 1912 in Albert Lea, Minnesota; † 21. November 1977 in Los Angeles, Kalifornien) war ein US-amerikanischer Schauspieler und Filmregisseur.

## Leben
Nachdem er in Minnesota Schauspiel studiert und unterrichtet hatte, begann er in den 1930ern beim Broadway aufzutreten. 1938 bekam er seine erste Filmrolle im Film The Young in Heart. Er arbeitete als freier Schauspieler, der in vielen verschiedenen Filmstudios auftrat und zog 1939 nach Kalifornien. Vor dem Zweiten Weltkrieg war Carlson meistens in Dramen oder Komödien zu sehen, unter anderem an der Seite von Bette Davis und Teresa Wright in William Wylers Filmdrama Die kleinen Füchse aus dem Jahr 1941.
Ähnlich wie viele Schauspieler diente Carlson im Zweiten Weltkrieg und unterbrach dafür seine Karriere als Schauspieler. Nachdem er zurückgekehrt war, war es für Carlson schwieriger neue Rollen zu finden. 1948 erhielt er Rollen den Filmen Behind Locked Doors und The Amazing Mr. X. Dennoch ebbte seine Karriere in Hollywood langsam ab. 1950 erhielt er die Hauptrolle im Film König Salomons Diamanten und begann, seine Karriere wieder aufzubauen. Er fand Arbeit in den kürzlich aufgetauchten Science-Fiction- und Horror B-Movies in den 1950er-Jahren. Er trat in zahlreichen Horror- und Science-Fiction-Filmen auf, darunter in drei 3-D-Filmen: The Maze und Gefahr aus dem Weltall mit Barbara Rush, Der Schrecken vom Amazonas mit Julie Adams und The Magnetic Monster.
Die 1950er stellten sich als arbeitsreichste Zeit für Carlson heraus. Neben seiner Filmarbeit trat er nun auch in Fernsehserien fort, beispielsweise in Led Three Lives; weitere Filme waren Ein Leben im Rausch und Der Turm der schreienden Frauen. Für einige Filme und Fernsehserien war er zwischen 1954 und 1966 auch als Regisseur aktiv. Seine letzte Rolle spielte Carlson im Jahr 1975 in der US-Fernsehserie Mobile One.
Carlson starb 1977 im Alter von 65 Jahren. Er wurde im Los Angeles National Cemetery in Veterans Administration bestattet. Er wurde von seiner Frau Mona (geb. Mayfield, 1918–1990), die er 1939 heiratete und die ihm zwei Kinder schenkte, überlebt.

## Filmografie (Auswahl)
- 1938: Gauner mit Herz (The Young in Heart)
- 1939: Dancing Co-Ed
- 1940: The Howards of Virginia
- 1940: Wundervolles Weihnachten (Beyond Tomorrow)
- 1941: Die kleinen Füchse (The Little Foxes)
- 1941: Seitenstraße (Back Street)
- 1941: Vorsicht Gespenster! (Hold That Ghost)
- 1943: Bühne frei für Lily Mars (Presenting Lily Mars)
- 1946: Unvergessene Jahre (So Well Remembered)
- 1950: König Salomons Diamanten (King Solomon's Mines)
- 1950: Aufruhr in Santa Sierra (The Sound of Fury)
- 1951: Das Herz einer Mutter (The Blue Veil)
- 1951: Valentino – Liebling der Frauen (Valentino)
- 1952: Feuerschutz für Stoßtrupp Berta (Retreat, Hell!)
- 1952: Sturmgeschwader Komet (Flat Top)
- 1953: All meine Sehnsucht (All I Desire)
- 1953: Gefahr aus dem Weltall (It Came From Outer Space)
- 1953: Seminola (Seminole)
- 1954: Die Nacht der Rache (Four Guns to the Border) (auch Regie)
- 1954: R3 überfällig (Riders to the Stars) (auch Regie)
- 1954: Der Schrecken vom Amazonas (Creature from the Black Lagoon)
- 1956: Die Barrikaden von San Antone (The Last Command)
- 1957: Ein Leben im Rausch (The Helen Morgan Story)
- 1958: Bis zur letzten Patrone (The Saga of Hemp Brown) (auch Regie)
- 1958: Im Dschungel der Großstadt (Johnny Rocco)
- 1960: Der Turm der schreienden Frauen (The Tormented)
- 1966: Ein Mann wie Kid Rodelo (Kid Rodelo) (auch Regie)
- 1968: Die sechs Verdächtigen (The Power)
- 1969: Gwangis Rache (The Valley of Gwangi)
- 1969: Ein himmlischer Schwindel (Change of Habit)